# Chad Haga
Chad Haga, (McKinney, 26 d'agost de 1988), és un ciclista estatunidenc professional des del 2011 i fins al 2023.
A començaments de la temporada de 2016, mentre s'entrenava juntament amb el seu equip per la Marina Alta, un cotxe, en direcció contrària, el va atropellar juntament amb cinc dels seus companys al terme de Benigembla.
En el seu palmarès destaca una victòria d'etapa al Giro d'Itàlia de 2019.

## Palmarès
- 2011
  - Vencedor d'una etapa del Mount Hood Cycling Classic
- 2012
  - Vencedor d'una etapa del Cascade Cycling Classic
- 2013
  - 1r a la Joe Martin Stage Race
  - Vencedor d'una etapa del Redlands Bicycle Classic
  - Vencedor d'una etapa del Tour d'Elk Grove
- 2017
  - 1r al Mount Evans Hill Climb
- 2019
  - Vencedor d'una etapa al Giro d'Itàlia

### Resultats a la Volta a Espanya
- 2014. 73è de la classificació general
- 2016. 76è de la classificació general
- 2017. 98è de la classificació general

### Resultats al Giro d'Itàlia
- 2015. 99è de la classificació general
- 2016. 78è de la classificació general
- 2017. 82è de la classificació general
- 2018. 71è de la classificació general
- 2019. 105è de la classificació general. Vencedor d'una etapa
- 2020. 69è de la classificació general

### Resultats al Tour de França
- 2018. 72è de la classificació general
- 2019. 134è de la classificació general